# The Daily Bugle
The Daily Bugle (O Clarim Diário em português) é um jornal fictício da Marvel Comics que aparece nas histórias do Homem-Aranha. Foi criado por Stan Lee e Steve Ditko em abril de 1941, em Marvel Mystery Comics #18, mas a aparição em sua forma mais popular é em Fantastic Four #2, janeiro de 1962. No Universo Marvel, o jornal tem como seu editor-chefe J. Jonah Jameson, que odeia o Homem-Aranha e faz de tudo para pintar a sua imagem de forma negativa, e tem como fotógrafo Peter Parker / Homem-Aranha. Outros funcionários do Clarim Diário inclui Betty Brant, Robbie Robertson e Eddie Brock, este ultimo sendo despedido após o Homem-Aranha prender o Devorador de Pecados, que lhe dava informações sobre seus crimes, Eddie acaba se unindo a um simbionte, se tornando o Venom.
The Daily Bugle aparece em muitos filmes do Homem-Aranha, em todas as suas aparições J. Jonah Jameson é interpretado pelo ator J.K. Simmons. Na trilogia de Sam Raimi, O Clarim Diário tem uma grande importância, aparecendo diversas vezes em seus três filmes. O Clarim Diário é mencionado na duologia The Amazing Spider-Man de Marc Webb, mas não há uma aparição direta. TheDailyBugle.net é uma websérie do Universo Cinematográfico Marvel apresentada por Betty Brant (Angourie Rice) e J. Jonah Jameson (J.K. Simmons), o programa apresenta notícias sobre o Homem-Aranha e foi exibido entre 2019 e 2022 no TikTok e no YouTube. The Daily Bugle faz aparições especiais em Venom: Let There Be Carnage (2021) e Morbius (2022), no Universo Homem-Aranha da Sony.